# Dream Days at the Hotel Existence
Dream Days at the Hotel Existence ist das sechste Studioalbum der australischen Rockband Powderfinger, das von Rob Schnapf produziert wurde. Die Labels des Albums sind Universal Music und Dew Process. Aufgenommen wurde das Album in den Sunset Studios in Los Angeles/Kalifornien. In Australien kam das Album am 2. Juni und in Großbritannien am 19. November 2007 auf dem Markt. In den USA wurde das Album jedoch erst am 11. November 2008 verkauft. In Australien wurde auch eine Limited Edition verkauft, die eine Zusatz-DVD enthält. In den USA wurde bei Newbury Comics CDs mit original signierten Booklet verkauft. Die erste Single Lost and Running erschien am 12. Mai und erreichte den 5. Platz der ARIA-Single-Charts. Die vier anderen Singles I Don’t Remember, Nobody Sees, Wishing On The Same Moon und Who Really Cares konnten jedoch nicht an den Erfolg der ersten Single anknüpfen.

## Hintergrund
Bernard Fanning, der Sänger von Powderfinger gab in mehreren Interviews bekannt, dass die Band an einem neuen Album arbeite. Der Gitarrist fügte hinzu, dass es eine spannende und neue Veröffentlichung der Band werden wird. Bernard Fanning, gab am 2. März 2007 beim australischen Radiosender Triple J bekannt, dass die Tracklist für das Album nach während des ersten Monats der Aufnahmen komplett ist. Er sagte auch, dass er bei manchen Tracks Unterstützung von Benmont Tench erhält und das Album im Juni fertig sein werde. Den Titel des Albums stammt aus dem Buch Brooklyn Folies von Paul Auster, das Fanning während der Aufnahmen las.

## Produktion
2007 wurde das Album in den Sunset Sound Studios in Los Angeles/Kalifornien von Rob Schnapf, der für seine Arbeit mit Beck und The Vines bekannt ist produziert. Der größte Teil des Albums entstand in den USA. Mehrere Songs wurden von der Band zusammengetragen, mehrere Songs wurden von zwei oder drei Mitgliedern geschrieben. Die Vorgängeralben der Band wurden von Nick DiDa in den Sing Sing Studios in Melbourne produziert.

## Album- und Singleveröffentlichungen
Das Album wurde am 2. Juni 2007 in Australien und in Großbritannien am 19. November desselben Jahres veröffentlicht. Die Limitierte Edition enthält eine DVD mit Musikvideos der Band und heißt Powderfinger’s First XI. Auch das Musikvideo der ersten Single Lost and Running war unter dem Namen The Twelfth Man vertreten. Eine Collector’s Edition, die die CD und auch die DVD enthält wurde am 18. April 2008 veröffentlicht. Manche Songs des Albums konnte bei PerthNow, einer Zeitungsgruppe aus Perth kostenlos und legal runtergeladen werden. Das Video von Lost and Running wurde von Damon Escott und Stephen Lance, beide bei Head Pictures tätig produziert und wurde erstmals am 21. April 2007 in ganz Australien gezeigt. Im Radio wurde Lost and Running erstmals am 16. April 2007, obwohl diese bereits vorher auf MySpace veröffentlicht wurde. Die Single erreichte den 5. Platz der australischen ARIA-Single-Charts.
Die zweite Single des Albums heißt I Don’t Remember und wurde am 4. August 2007 verkauft. Der Musikclip wurde von Fifty Fifty Films, die auch schon andere Musikvideos zu ihren Songs (Passenger und Like a Dog) produziert haben gedreht. Das Video wurde größtenteils an der Samford State School in Brisbane gedreht.
Die dritte Single sollte zum sechsten Track des Albums Nobody Sees entstehen und wurde zusammen mit dem Musikclip am 1. Dezember 2007 als Download-Single veröffentlicht. Die vierte Single Who Really Cares (featuring Sound of Insanity) wurde im März 2008. Die fünfte und letzte Single heißt Wishing On The Same Moon wurde im Mai 2008 veröffentlicht.

## Chartplatzierungen und Verkauf
Das Album erschien erstmals am 11. Juni 2007 in den ARIA-Album-Charts (Australische Charts), wo das Album auf Anhieb den 1. Platz erreichte und sich dort 33 Wochen hielt. Es hat den 3-fachen Platinstatus. In den neuseeländischen Charts erreichte das Album den 22. Platz. Das Album erreichte in der ersten Verkaufswoche Platinum, später wurde das Album auf Dreifach-Platinum gestuft. Das Album wurde mit 40.847 Verkäufen eines der meistverkauften Alben 2007 in Australien. Das Album brach außerdem den Rekord für die am meisten heruntergeladenen Alben in Australien mit über 3.000 Exemplaren.
| Charts (2007)                | Peak position |
| ---------------------------- | ------------- |
| Australian ARIA Albums Chart | 1             |
| New Zealand Albums Chart     | 22            |

## Cover
Das Cover wurde von Aaron Hayward und David Homer designed. Es wurde 2007 zum besten Albumcover mit dem ARIA Award ausgezeichnet. Im Hintergrund sieht man eine Straße, die in den Horizont des australischen Hinterlandes führt, während man in der Mitte ein Fenster sieht, wo ein Hotelzimmer der 1930er Jahre abgebildet ist und ein kopfloser Mann am Ende eines Bettes sitzt und fern sieht. Der Schriftzug des Bandnamens ist im Vergleich zu den Vorgängeralben schlauer ausgetüftelt worden. Der Kontrast zum Hotelzimmer aus den 1930er Jahren und dem Schriftzug lässt das Album futuristisch wirken.

## Besetzung
- Bernard Fanning – Gitarre und Gesang
- John Collins – Bassgitarre
- Ian Haug – Gitarre
- Darren Middleton – Gitarre
- Jon Coghill – Schlagzeug
- Benmont Tench – Keyboard/Klavier (Gastmusiker)
- Rob Schnapf – Produzent
- Doug Boehm – Produzent

## Titelliste

### CD “Dream Days at the Hotel Existence”
Die Songs wurden von der Band verfasst. Die Limited Edition enthält eine Bonus-DVD. Der Song Drifting Further Away ist im Soundtrack zur 5. Staffel der amerikanischen Fernsehserie Grey’s Anatomy vertreten und wurde in der 13. Folge Zwischen Himmel und Hölle (Stairway to Heaven) abgespielt. Die Songs wurden von der Band geschrieben. Für die Aufnahmen stieß Pianist Benmont Tench als Gastmusiker zur Band.
- 1. "Head Up in the Clouds" – 3:47
- 2. "I Don’t Remember" – 3:41
- 3. "Lost and Running" – 3:42
- 4. "Wishing on the Same Moon" – 4:32
- 5. "Who Really Cares (Featuring the Sound of Insanity)" – 5:10
- 6. "Nobody Sees" – 4:14
- 7. "Surviving" – 3:45
- 8. "Long Way to Go" – 3:46
- 9. "Black Tears" – 2:30
- 10. "Ballad of a Dead Man" – 5:29
- 11. "Drifting Further Away" – 3:40
- 12. "Down by the Dam" – 4:29

### Bonus-DVD (Limited Edition)
Die Limited Edition (enthält eine CD und DVD) wurde unter dem Namen Powderfinger’s First XI veröffentlicht. Die DVD beinhaltet elf Musikvideos, die während der Bandkarriere entstanden sind, sowie ein Video zum Song Lost and Running, das unter dem Titel The Twelfth Man – Lost and Running auf der DVD zu finden ist.
- 1. "Tail" – 4:24
- 2. "Living Type" – 3:25
- 3. "Pick You Up" – 3:30
- 4. "Passenger" – 4:39
- 5. "Good Day Ray" – 1:50
- 6. "Don’t Wanna Be Left Out" – 2:18
- 7. "My Kind of Scene" – 4:31
- 8. "Like a Dog" – 4:41
- 9. "On My Mind" – 3:40
- 10. "Sunsets" (Acoustic version) – 3:57
- 11. "Bless My Soul" – 4:06
- The Twelfth man "Lost and Running" – 3:52

## Kritiken
Sydney Morning Herald bezeichnete Dream Days at the Hotel Existence, als das erste abgestumpfte Album der Band, das Aufregung verspricht, jedoch seinem Versprechen nicht hinterher kommt. Die Songs sind ereignislos und sprechen den Hörer nicht an. Jay Hanna von PerthNow stimmte nicht mit der Meinung der Sydney Morning Herald überein und beschrieb, dass das Album die Gefühle in wellenartigen Schwingungen versetzt. Herald SunHit schrieb, dass das Album keine Stiländerung in der Musik beinhaltet und mit dem Album Oddyssey Number Five vergleichbar ist. Allmusic schrieb, dass das Album die klassischen Merkmale der Band Powderfinger beinhaltet. Der Kritiker lobte den Song  I Don’t Remember als einen guten Anfang, war jedoch arg kritisch gegenüber den Songs Lost and Running und Ballad of a Dead Man, die er als langweilig, müde und träge beschrieb.

### "Black Tears"-Kontroverse
Am 2. Mai 2007 löste das neunte Lied des Albums Black Tears einige Kontroversen über die Meinungsverschiedenheit im Palm Islands death aus, während dort die Verhandlungen in diesem Fall stattfanden. Die Rechtsanwälte des Angeklagten Senior Sergeant Chris Hurley reichten eine Klage beim Queensland Attorney-General bezüglich des Textes ein. Das Anwaltsteam Hurleys wollte den Text in diesem Song von “an island watch-house bed, a black man’s lying dead” auf “death of a Palm Island man, Mulrunji Doomadgee” ändern lassen. Sänger Fanning geb in einem Interview bekannt, dass er mit diesem Text keine Meinungsverschiedenheit auslösen wollte. Das Album erschien am geplanten Release-Datum, jedoch mit einer alternativen Version des Songs Black Tears. Fanning war nicht böse seinen Text in diesem Song ändern zu müssen, jedoch beklagte er die Feigheit der anderen australischen Musiker Status Quo herauszufordern.

## DieAcross the Great Divide Tour
Die ersten Tickets für die nationale Konzerttour wurde erstmals am 10. Mai 2007 auf der Homepage der Band verkauft. Der Kartenverkauf für die Öffentlichkeit startete einen Tag später. Die Band tourte unter anderem in New South Wales und im Norden von Victoria. Der australische Pianist Lachlan Doley spielte während der gesamten Tour die Keyboardparts. Zusammen mit Doley konnte die Band positive Kritiken von der Presse und vom Publikum für ihre Tour erhalten. Die Band spielte die Single Lost and Running zusammen mit Doley unter anderem auf dem Variety-Festival Rove, dass am 17. Juni 2007 stattfand. Am 4. August 2007 spielte die Band im Splendour in the Grass, am 18. August folgte ein Auftritt beim Triple J’s AWOL Concert in Karratha/Western Australia. Am 12. Juni 2007 tourte die Band zusammen mit der australischen Rockgruppe Silverchair. Diese Tour wurde nicht nur in den Hauptstädten Australiens und in Neuseeland, sondern auch in 14 größeren Städten innerhalb Australiens veranstaltet.